# René II de Laval-La Faigne
René II de Laval-La Faigne, chevalier de la Faigne, de Ver, de Montigny, etc. , né en 1495, il se trouva, en 1515, à la bataille de Marignan. Il mourut au château de Maillé en 1532.  

## Famille
Fils de René de Laval-La Faigne, il avait épousé Marie de Bussu, fille et unique héritière d'Artus, seigneur de Tartigny et d'Auvilliers, morte en 1572, mère de 
- Louis ;
- Hugues ;
- Jacques l'aîné, seigneur de Bussu et d'Ancrebellemer, marié avec Marie de Villiers, dame de l'Estang. Il mourut sans enfants en 1679 ;
- Jacques le jeune, auteur du rameau d'Auvilliers ;
- Françoise, mariée, 1° à Georges de Casenove, chevalier, seigneur de Gaillarbois ; 2° à Gabriel de Saint-Périer, seigneur de Maupertuis ;
- Jacqueline, mariée, 1° à Jean Fouraleau, seigneur de la Fouratière ; 2° à Jean de Gellain, seigneur de Saint-Mars, avec lequel elle vivait en 1566 ;
- Madeleine, femme de Pierre de Normanville, seigneur de Boucault, chevalier de l'ordre du roi, gentilhomme de sa chambre.